# Ammophilomima aequinoctialis
Ammophilomima aequinoctialis là một loài ruồi trong họ Asilidae. Ammophilomima aequinoctialis được Janssens miêu tả năm 1953. Loài này phân bố ở vùng nhiệt đới châu Phi.